# Chicago Bears 1939
La stagione 1939 dei Chicago Bears è stata la 19ª della franchigia nella National Football League. La squadra terminò con un record di 8-3 al secondo posto della Western Division. I Bears avevano iniziato bene la stagione vincendo 4 delle prime 5 gare ma delle sconfitte a metà stagione contro New York e Detroit costarono la vittoria della division in favore di Green Bay, che andò a vincere poi il campionato.
Questa stagione vide l'arrivo del quarterback Hall of Famer Sid Luckman. Questi era stato un tailback alla Columbia University prima di unirsi Bears. L'allenatore Halas operò uno scambio con i Pittsburgh Pirates per i diritti su Luckman, intuendo il potenziale di un giocatore relativamente sconosciuto. Fu necessario un bonus di 5.000 dollari per convincerlo a firmare con i Bears. Bernie Masterson continuò ad essere il quarterback primario ma Luckman giocò maggiormente nella seconda metà della stagione. Egli era un passatore più preciso di Masterson, con una preferenza per i palloni lunghi.

## Calendario
| Stagione regolare |                     |                   |           |           |
| Data              | Avversario          | Stadio            | Risultato | Punteggio |
| 15 set.           | Cleveland Rams      | Soldier Field     | V         | 30–21     |
| 24 set.           | Green Bay Packers   | City Stadium      | S         | 21–16     |
| 2 ott.            | Pittsburgh Pirates  | Forbes Field      | V         | 32–0      |
| 8 ott.            | Cleveland Rams      | Municipal Stadium | V         | 35–21     |
| 15 ott.           | Chicago Cardinals   | Wrigley Field     | V         | 44–7      |
| 22 ott.           | New York Giants     | Polo Grounds      | S         | 16–13     |
| 29 ott.           | Detroit Lions       | Wrigley Field     | S         | 10–0      |
| 5 nov.            | Green Bay Packers   | Wrigley Field     | V         | 30–27     |
| 12 nov.           | Detroit Lions       | Briggs Stadium    | V         | 23–13     |
| 19 nov.           | Philadelphia Eagles | Wrigley Field     | V         | 27–14     |
| 23 nov.           | Chicago Cardinals   | Wrigley Field     | V         | 48–7      |

## Classifiche
| NFL Western Division |   |    |   |      |     |     |     |     |
|                      | V | S  | P | %    | DIV | PF  | PS  | STR |
| Green Bay Packers    | 9 | 2  | 0 | .818 | 6–2 | 233 | 153 | V4  |
| Chicago Bears        | 8 | 3  | 0 | .727 | 6–2 | 298 | 157 | V4  |
| Detroit Lions        | 6 | 5  | 0 | .545 | 4–4 | 145 | 150 | S4  |
| Cleveland Rams       | 5 | 5  | 1 | .500 | 4–4 | 195 | 164 | V1  |
| Chicago Cardinals    | 1 | 10 | 0 | .091 | 0–8 | 84  | 254 | S8  |

Nota: I pareggi non venivano conteggiati ai fini della classifica fino al 1972.

## Futuri Hall of Famer
- Dan Fortmann, guardia
- Sid Luckman, quarterback
- George Musso, guardia
- Joe Stydahar, tackle